# بحيرة تاي
تقع بحيرة تاي (الصينية:太湖) عند ملتقى تقاطع مقاطعتي جيانغسو وتشجيانغ. مساحتها 2425 كيلومترا مربعا. في منطقة البحيرة 48 جزيرة و72 قمة جبلية. وتعتبر ثالث أكبر بحيرة عذبة في الصين وتعتبر من المشاهد الجميلة الشهيرة في جنوب الصين.تحيط بها مدن شهيرة مثل ووشي، خوجزو وسوجو.وتعتبر مصدرا مهما للثروة السمكية.